# Акаламдуг
Акаламдуг — правитель Ура в 1-й половине XXVI века до н. э.
Его имя не упоминается в «Царском списке».
Экспедиция Леонарда Вулли нашла печать Акаламдуга с титулом «царь (лугаль) Ура». Другие источники, в которых упоминалось бы это имя, неизвестны.
В гробнице PG 1332, которая, как полагают, принадлежит царю Акаламдугу, сохранилась двадцатисантиметровая доска, инкрустированная лазуритом, сердоликом и перламутром, а также камни для игры, бывшей, возможно, прообразом современных шашек.

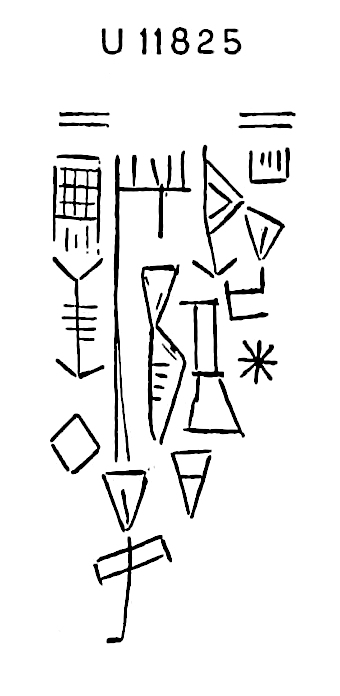
Надпись, относящаяся к Акаламдугу на Царском кладбище в Уре: «… Ур царь Акаламдуг»
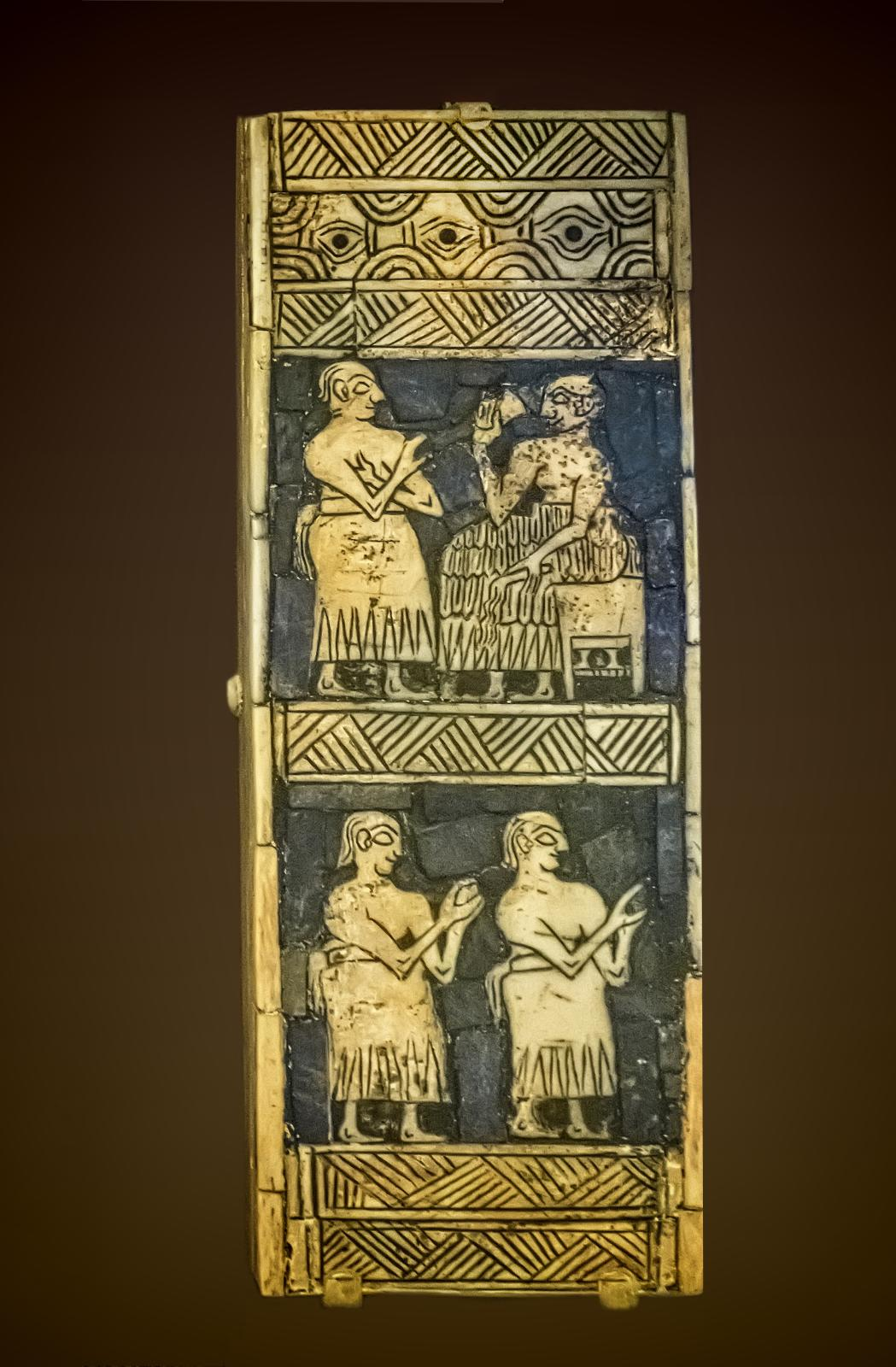
Инкрустированная перламутром, лазуритом и сердоликом доска для игры, найденная в гробнице PG 1332, Царское кладбище Ура

| I династия Ура              |                                          |                      |
| Предшественник: Мескаламдуг | царь Ура 1-я половина XXVI века до н. э. | Преемник: Месанепада |